# カール・ツー・メクレンブルク＝シュトレーリッツ
ミロウ侯カール・ツー・メクレンブルク＝シュトレーリッツ（ドイツ語: Karl, Herzog zu Mecklenburg [-Strelitz], Prinz von Mirow、1708年2月23日 - 1752年6月5日）は、メクレンブルク＝シュトレーリッツ家の一員。イギリス王妃シャーロットの父。

## 生涯
メクレンブルク＝シュトレーリッツ公アドルフ・フリードリヒ2世と3人目の妻クリスティアーネ・エミリエ・フォン・シュヴァルツブルク＝ゾンダースハウゼンの間で、シュトレーリッツで生まれた。生まれた時点では異母兄と異母姉が1人ずつ存命で、同母姉が1人いたが、同母姉はカールが1歳を満たないうちに夭折した。
カールがわずか3歳のとき、父のアドルフ・フリードリヒ2世が死去した。異母兄がアドルフ・フリードリヒ3世としてメクレンブルク＝シュトレーリッツ公に即位、カールは次男としてミロウとネメロウのコマンドリーを継承した。カールの母は夫のアドルフ・フリードリヒ2世が死去するとミロウに隠居、カールもミロウで育てられた。その後、スウェーデン領ポメラニアのグライフスヴァルト大学に進学した。
当時の慣習に従い、カールは18歳になる1726年のとき、ヨーロッパへグランドツアーをした。彼は横笛が上手で、それをさらに磨くことをツアーの目的の1つとした。ジュネーヴ、イタリア、フランスを訪れた後、カールはウィーンに向かい、中佐として神聖ローマ皇帝に短期間仕えた後ミロウに戻った。
以降はミロウ城に住み、時間の大半を領地の管理と子供の教育に費やし、44歳で死去するまでミロウに住んだ。
異母兄のアドルフ・フリードリヒ3世が継承者となる男子のないまま1752年12月に死去すると、カールの息子アドルフ・フリードリヒ4世がメクレンブルク＝シュトレーリッツ公に即位した。

## 家族
1735年2月5日、アイスフェルトでザクセン＝ヒルトブルクハウゼン公エルンスト・フリードリヒ1世の娘エリザベート・アルベルティーネ・フォン・ザクセン＝ヒルトブルクハウゼンと結婚した。彼女はアドルフ・フリードリヒ3世が死去したとき、継承争いに加担したほか、同年中には息子のアドルフ・フリードリヒ4世の摂政を務めた。
2人は5男5女をもうけ、うち4男2女が成人した。
- クリスティアーネ（英語版）（1735年12月6日 - 1794年8月31日） - 未婚のまま死去
- カロリーネ（1736年12月22日） - 夭折
- アドルフ・フリードリヒ4世（1738年5月5日 - 1794年6月2日） - 未婚のまま死去
- エリザベート・クリスティーネ（1739年4月13日 - 1741年4月9日） - 夭折
- ゾフィー・ルイーゼ（1740年5月16日 - 1742年1月31日） - 夭折
- カール2世（1741年10月10日 - 1816年11月6日） - フリーデリケ・フォン・ヘッセン＝ダルムシュタットと結婚、子供あり。後にシャルロッテ・フォン・ヘッセン＝ダルムシュタットと再婚、子供あり
- エルンスト（英語版）（1742年8月27日 - 1814年1月27日） - 未婚のまま死去
- シャルロッテ（1744年5月19日 - 1818年11月17日） - グレートブリテン王ジョージ3世と結婚、子供あり
- ゴットヒルフ（1745年10月29日 - 10月31日） - 夭折
- ゲオルク（英語版）（1748年8月16日 - 1785年11月14日） - 未婚のまま死去

1820年に即位したジョージ4世以降のイギリス君主はカールの娘シャルロッテを通じて、カールの血を引いている。